# Laminite

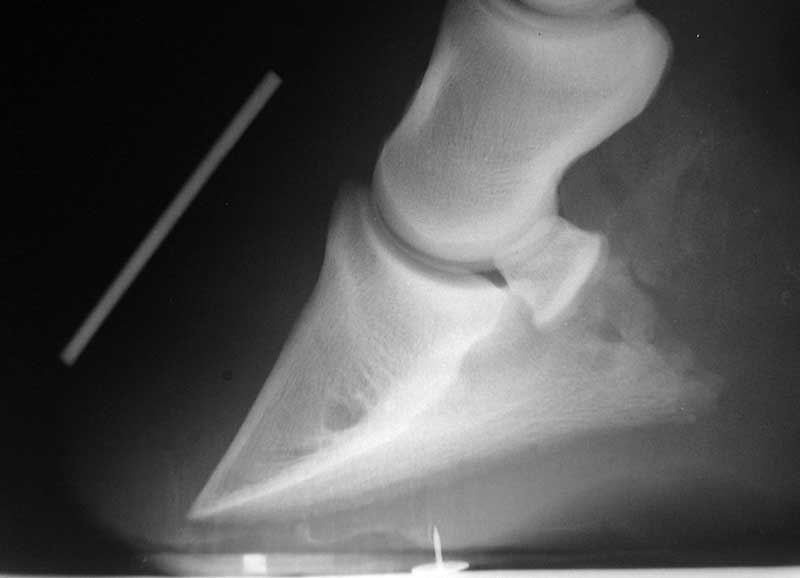
Radiografia di un piede affetto da laminite

La laminite, o podoflemmatite, è una patologia del cavallo che causa ischemia per rilascio abnorme di istamina, che provoca una forte vasodilatazione periferica e aumento della permeabilità vasale.
L'infiammazione delle lamine dermiche del piede è una delle malattie più serie del cavallo, che può avere conseguenze tali da portare alla necessità di abbattere l'animale.
Gli arti anteriori sono colpiti più spesso anche se non è raro che un cavallo ne sia affetto anche a uno o a entrambi i posteriori.
Una condizione collegata alla laminite è il rinfondimento, il rimodellamento del piede dovuto alla rotazione verso il basso dell'osso triangolare all'interno del piede del cavallo.

## Cause della laminite
Molti casi di laminite sono attribuibili a più di una causa e soprattutto alla loro combinazione.
Le cause più comuni comprendono:
1. sovraccarico di carboidrati
2. ritenzione della placenta nella fattrice
3. intossicazione da overdose di farmaci (specie cortisonici)
4. terreno duro
5. obesità
6. infezioni non curate
7. coliche
8. zoppia
9. Sindrome di Cushing equina (o malattia di Cushing)
10. malattia di Cushing periferico

### Sovraccarico di carboidrati
Il cavallo non è in grado di digerire grosse quantità di cereali (granaglie) nell'intestino tenue. Una dose eccessiva e prolungata nel tempo può far sì che le parti non digerite raggiungano il colon e fermentino nell'intestino cieco. La fermentazione dei cereali uccide i microrganismi benefici che rimuovono le tossine dal materiale che attraversa il tratto digerente del cavallo. Quando questi batteri sono uccisi, le tossine circolano liberamente nel sangue limitandone così la circolazione, particolarmente nel piede.

### Ritenzione placentare
Dopo il parto la fattrice dovrebbe eliminare la placenta (secondamento) entro 3-6 ore, se ciò non avviene si ha la macerazione della placenta e l'instaurarsi di una metrite con riassorbimento di tossine attraverso l'utero. Questa condizione di tossiemia determina il rilascio di istamina che causa un trauma circolatorio a livello del piede.

### Overdose di farmaci
Un sovradosaggio di farmaci (specie cortisonici) provoca un eccesso di metaboliti tossici nell'organismo, con grave stress per il fegato che non riesce ad eliminare tali sostanze le quali libere nel sangue innescano il rilascio di istamina.

### Terreno duro
Le superfici dure aumentano la forza d'urto sul piede del cavallo. Più intensa e più prolungata è la forza d'urto, più aumenta la probabilità che il cavallo contragga la laminite a causa della continua compressione dei vasi sanguigni della regione podale.

### Obesità
Il troppo peso implica, come sopra, una costante pressione e conseguente compressione dei vasi sanguigni ostruendone la circolazione.

### Pascolo primaverile
Il pascolo primaverile è spesso causa scatenante della laminite nei pony Shetland obesi (iperlipemia del pony) specie se tenuti in box, sovralimentati durante l'inverno e liberati al pascolo quando questo è più ricco. L'indigestione da erba favorisce fermentazioni abnormi con insorgenza di enterite (enterite prossimale) che porta a laminite per assorbimento enterico di tossine batteriche.

### Infezioni non curate
Le infezioni, in particolare quelle causate da batteri, possono causare il rilascio di endotossine nel sangue, che possono scatenare la laminite.

### Colica
La laminite si sviluppa talora dopo una colica a causa del rilascio di endotossine nel sangue.

### Zoppia
La zoppia e l'iperponia inducono il cavallo a non appoggiare l'arto dolente caricando in maniera squilibrata tutto il proprio peso. Il risultato è un maggiore stress alle gambe sane.

### Malattia di Cushing
La malattia di Cushing è frequente nei cavalli e nei pony più anziani e causa una accentuata predisposizione alla laminite.

### Malattia di Cushing periferico
La malattia di Cushing periferico è un campo ricco di nuovi studi e gli viene attribuito un ruolo sempre più importante nella laminite. 
Coinvolge numerosi fattori fra cui il metabolismo del cortisone e la resistenza all'insulina. Ha analogie con il diabete tipo II dell'uomo.

## Segni della laminite
I cavalli affetti da laminite presentano in generale i seguenti sintomi:
- aumento della temperatura della muraglia, della suola, e/o della corona
- forte pulsazione nell'arteria palmare digitale. Il polso è molto debole o non avvertibile in uno zoccolo normale
- ansietà
- tremore visibile
- aumento della frequenza respiratoria, della frequenza cardiaca e della temperatura corporea
- sudorazione
- narici dilatate
- passo estremamente dolente, "cammina sulle uova"
- il cavallo sta in un "atteggiamento laminitico" cioè tenta di diminuire il peso che grava sui piedi colpiti specialmente a livello di punta. L'animale poggerà sui talloni portando l'arto in avanti rispetto all'appiombo originale e assumendo una posizione detta fuori di sé sugli anteriori e sotto di sé sui posteriori.

## Complicazioni della laminite

### Separazione della muraglia
La distruzione delle lamine dermiche causa la separazione della muraglia dal resto dello zoccolo. Possono formarsi ascessi con fuoriuscita di pus dai margini della suola o dalla 
corona.

### Rotazione della terza falange
La terza falange, nota anche come osso triangolare, ruota con la punta verso il basso. 
Normalmente, la terza falange dovrebbe essere parallela alla muraglia, ma nella laminite la tensione del tendine plantare profondo dovuta al dolore fa ruotare il triangolare. 
L'entità della rotazione dipende spesso dal ritardo con cui si fa diagnosi di laminite in un cavallo, e da quanto precocemente si praticano le cure.

### Penetrazione della terza falange nella suola
Se la rotazione della terza falange continua, alla fine la sua punta può perforare la suola dello zoccolo.
Ne consegue che il cavallo va in uno stato di shock, e dev'essere soppresso.

## Classificazione
- Acuta o Iperacuta: sintomi evidenti entro 12-48 ore; abbiamo 4 gradi di Laminite secondo la classificazione di Obel in base alla gravità dei sintomi:

1. 1º Grado: il cavallo alterna il peso sui piedi sollevandoli ripetutamente
2. 2º Grado: Il cavallo si muove con passo tipico, cioè solleva subito il piede appena tocca il suolo (cammina sulle uova)
3. 3º Grado: il cavallo si muove con riluttanza e si oppone ai tentativi di sollevare un arto perché impossibilitato a caricare sul controlaterale a causa del dolore
4. 4º Grado: il cavallo è impossibilitato al movimento, in stazione acquisisce la tipica postura laminitica oppure rimane in decubito

- Subacuta: i sintomi sono 1º grado di Obel, zoppia lieve, sensibilità alla palpazione del piede mediante tenaglia. È di difficile diagnosi ma con buone possibilità di recupero.
- Refrattaria: è quella laminite che nonostante cure appropriate e rimozione delle cause scatenanti tende a migliorare lentamente e in misura minima. evolve a prognosi infausta o in laminite cronica.
- Cronica: è dovuta a parziale rotazione della III falange e a danni permanenti della struttura delle lamine dermiche che compromette per sempre l'utilizzo dell'animale

## Trattamento

### Il punto di vistaclassico
Nella fase iperacuta è ancora possibile trattare efficacemente la patologia:
- rimuovendo subito la causa scatenante ed evitando di somministrare carboidrati
- sferrando subito il cavallo e ponendolo sul morbido, meglio sulla sabbia
- trattando l'animale per il dolore, il che comporta la tensione del tendine flessore profondo delle falangi che a sua volta causa la rotazione della III falange, con l'uso di antinfiammatori non steroidei (flunixin meglumine) e dimetilsulfossido (DMSO)
- ripristinando la circolazione nel piede alternando docce fredde e impacchi caldi e somministrando acepromazina maleato che è un tranquillante ma anche un potente vasodilatatore
- risolta la fase iperacuta l'animale andrà ferrato in modo da caricare la tensione sul tallone e non sulla punta (ferratura correttiva)

Non c'è alcuna cura per la laminite cronica. Tuttavia, un cavallo può convivere con la laminite per molti anni e con cure appropriate e una ferratura correttiva può essere ancora in grado di essere cavalcato. Molto riposo e una ferratura correttiva fatta da un maniscalco competente possono essere utili a migliorare le condizioni di un cavallo, che può rimettersi completamente se la laminite non è grave.

### Un punto di vistaalternativo
A seguito delle osservazioni e degli studi recenti di Jaime Jackson e della dott. Hiltrud Strasser, sta diffondendosi un nuovo punto di vista sulla prevenzione e la riabilitazione del cavallo laminitico. Per quanto riguarda la prevenzione, il barefoot movement raccomanda la sferratura, il "pareggio naturale" (eseguito sul modello dello zoccolo dei Mustang) e la naturalizzazione della dieta e delle condizioni di vita (nessuna stabulazione, vita di branco, ecc..., quindi vita al pascolo per tutto il periodo di prognosi). Identiche raccomandazioni valgono anche per la riabilitazione, con qualche ulteriore accorgimento (particolare cura nel pareggio, protezione della suola con solette morbide o con scarpette morbide nella primissima fase della riabilitazione per incoraggiare il movimento del cavallo). Questo metodo Barefoot sostiene anche che i ferri danneggino gli zoccoli dei cavalli nel lungo periodo.

## Prognosi
Importantissimi sono la diagnosi precoce, la terapia farmacologica e la cura del piede (mascalcia) e determinante è il grado di rotazione della III falange, se questo è < di 5° la progosi è favorevole per il completo recupero anche agonistico del cavallo, se >12° è infausta per l'utilizzo del cavallo; in una situazione intermedia permette all'animale di essere montato ma ne compromette la carriera agonistica.